# Monument la mormântul comun al ostașilor căzuți în 1944 și în memoria consătenilor căzuți în război (Opaci)
Monumentul la mormântul comun al ostașilor căzuți în 1944 și în memoria consătenilor căzuți în război este un monument amplasat în Opaci, raionul Căușeni, Republica Moldova. Este un monument istoric de importanță națională inclus în Registrul monumentelor Republicii Moldova ocrotite de stat cu nr. 151 (raionul Căușeni). Datează din 1959.